# Wielcy książęta Luksemburga
Wielki Książę Luksemburga (lub Wielka Księżna, luks. Groussherzog vu Lëtzebuerg, fr. Grand-duc de Luxembourg, niem. Großherzog von Luxemburg) jest głową państwa Luksemburga. Luksemburg jest jedynym na świecie suwerennym wielkim księstwem.
Luksemburg stał się wielkim księstwem w 1815 roku po zjednoczeniu z Holandią pod rządami dynastii Orańskiej-Nassau.
Konstytucja Luksemburga określa pozycję wielkiego księcia. Wielki książę jest głową państwa, symbolem jego jedności i gwarantem niepodległości narodowej. Sprawuje władzę wykonawczą zgodnie z konstytucją i ustawami kraju. 
Artykuł 44 konstytucji stanowi, że Pałac Wielkiego Księcia w Luksemburgu i zamek Berg są zarezerwowane dla rezydencji wielkiego księcia.
Od 20 czerwca 2011 roku, na mocy dekretu wielkiego księcia Henryka, tytuł ten może również być dziedziczony przez kobiety, zgodnie z zasadami primogenitury absolutnej.

## Galeria herbów wielkich książąt

Mały herb od roku 2000
Średni herb od roku 2000
Wielki herb od roku 2000

Mały herb do roku 2000
Średni herb do roku 2000
Wielki herb do roku 2000

## Wielcy książęta

### Dynastia Orańska-Nassau
Unia personalna z Holandią w latach 1815–1890
| # | Imię        |          | Lata życia              | Lata życia                | Czas rządów         | Czas rządów                   | Rodzice                                   |
| # | Imię        | Urodzony | Zmarł                   | Od                        | Do                  |                               | Rodzice                                   |
| - | ----------- | -------- | ----------------------- | ------------------------- | ------------------- | ----------------------------- | ----------------------------------------- |
| 1 | Wilhelm I   |          | 24 sierpnia 1772 Haga   | 12 grudnia 1843 Berlin    | 15 marca 1815       | 7 października 1840 Abdykował | Wilhelm V Orański Wilhelmina Hohenzollern |
| 2 | Wilhelm II  |          | 6 grudnia 1792 Haga     | 17 marca 1849 Tilburg     | 7 października 1840 | 17 marca 1849                 | Wilhelm I Wilhelmina Hohenzollern         |
| 3 | Wilhelm III |          | 19 lutego 1817 Bruksela | 23 listopada 1890 Het Loo | 17 marca 1849       | 23 listopada 1890             | Wilhelm II Anna Pawłowna Romanowa         |

### Dynastia Nassau-Weilburg
Na podstawie Paktu Rodziny Nassau (1783) tereny rodziny Nassau w obrębie Cesarstwa zostały zmuszone do przestrzegania prawa salickiego (kobiety nie mogły dziedziczyć tytułów). Kiedy zmarł Wilhelm III, jego następczynią została córka, Wilhelmina. Została ona królową Holandii, ale jako kobieta nie mogła zostać wielką księżną Luksemburga. Tron przeszedł więc na Adolfa, obalonego księcia Nassau, głowę rodziny Nassau-Weilburg.
| # | Imię           |          | Lata życia                       | Lata życia                  | Czas rządów       | Czas rządów                  | Rodzice                                                                 |
| # | Imię           | Urodzony | Zmarł                            | Od                          | Do                |                              | Rodzice                                                                 |
| - | -------------- | -------- | -------------------------------- | --------------------------- | ----------------- | ---------------------------- | ----------------------------------------------------------------------- |
| 4 | Adolf          |          | 24 lipca 1817 Wiesbaden-Biebrich | 17 listopada 1905 Lenggries | 23 listopada 1890 | 17 listopada 1905            | Wilhelm, książę Nassau Charlotte Luise Friederike von Sachsen-Altenburg |
| 5 | Wilhelm IV     |          | 22 kwietnia 1852 Wiesbaden       | 25 lutego 1912 Colmar-Berg  | 17 listopada 1905 | 25 lutego 1912               | Adolf Adelajda Maria Anhalt-Dessau                                      |
| 6 | Maria Adelajda |          | 14 czerwca 1894 Colmar-Berg      | 24 stycznia 1924 Lenggries  | 25 lutego 1912    | 14 stycznia 1919 Abdykowała  | Wilhelm IV Maria Anna Portugalska                                       |
| 7 | Szarlotta      |          | 23 stycznia 1896 Colmar-Berg     | 9 lipca 1985 Fischbach      | 14 stycznia 1919  | 12 listopada 1964 Abdykowała | Wilhelm IV Maria Anna Portugalska                                       |

### DynastiaBurbonów
| # | Imię   |          | Lata życia                  | Lata życia                  | Czas rządów         | Czas rządów                   | Rodzice                           |
| # | Imię   | Urodzony | Zmarł                       | Od                          | Do                  |                               | Rodzice                           |
| - | ------ | -------- | --------------------------- | --------------------------- | ------------------- | ----------------------------- | --------------------------------- |
| 8 | Jan    |          | 5 stycznia 1921 Colmar-Berg | 23 kwietnia 2019 Luksemburg | 12 listopada 1964   | 7 października 2000 Abdykował | Feliks Burbon-Parmeński Szarlotta |
| 9 | Henryk |          | 6 kwietnia 1955 Berzdorf    |                             | 7 października 2000 |                               | Jan Józefina Charlotta Koburg     |